# 細川線
細川線（セチョンせん）は、朝鮮民主主義人民共和国咸鏡北道会寧市にある新鶴浦駅から仲峰駅までを結ぶ鉄道路線である。

## 路線データ
- 路線距離：新鶴浦～仲峰間14.4km
- 駅数：3（両端駅を含む）
- 軌間：1435mm
- 電化区間：全線（直流3000V）
- 複線区間：なし

## 駅一覧
- 駅所在地は全線咸鏡北道会寧市内。

| 駅名     | 駅名     | 駅名      | 駅間キロ (km) | 累計キロ (km) | 接続路線             |
| 日本語   | 朝鮮語   | 英語      | 駅間キロ (km) | 累計キロ (km) | 接続路線             |
| -------- | -------- | --------- | ------------- | ------------- | -------------------- |
| 新鶴浦駅 | 신학포역 | Sinhakp'o | 0.0           | 0.0           | 北朝鮮鉄道省：咸北線 |
| 細川駅   | 세천역   | Sechŏn    | 8.6           | 8.6           |                      |
| 仲峰駅   | 중봉역   | Chungbong | 5.8           | 14.4          |                      |

## 特記事項
終点の仲峰駅はかつて存在した会寧強制収容所（第22号管理所）構内に存在しており、2012年の収容所閉鎖後も当路線は仲峰駅周辺の炭鉱で採掘された石炭の搬出に用いられている。

## 参考資料
- 国分隼人『将軍様の鉄道 北朝鮮鉄道事情』新潮社、2007年。ISBN 9784103037316。